# Esteban Tuero
Esteban Tuero (ur. 22 kwietnia 1978 roku w Buenos Aires) – argentyński kierowca wyścigowy.

## Kariera

### Początki kariery
Argentyńczyk karierę kierowcy rozpoczął od startów w kartingu. Po dwóch latach startów w Ameryce Południowej (m.in. w Południowoamerykańskiej F3) wyjechał w 1995 roku do Europy, by tam rozwijać swą karierę. Wybór padł na Włoską Formułę 2000. W połowie sezonu 1996 dostał możliwość angażu w Formule 3000 (uważanej za przedsionek Formuły 1). Wyniki jakie tam uzyskiwał były jednak dalekie od oczekiwań i w następnym sezonie nie znalazł już dla siebie miejsca w tej serii. Nadal jednak uchodził za obiecującego zawodnika, z racji bardzo młodego wieku. W związku z tym w 1997 roku wyjechał do Japonii, gdzie startował w Formule Nippon (Japońska Formuła 3000). Rok ten okazał się jednak kompletną porażką (zaledwie jeden punkt).

### Formuła 1
Występy w Japonii miały dla Tuero jednak też i dobrą stronę - wyjeździł tam odpowiednią liczbę kilometrów wymaganych do uzyskania superlicencji. Pozwoliło to na debiut Argentyńczyka w Formule 1 w sezonie 1998 we włoskim zespole Minardi (głównym powodem jego debiutu był duży budżet). W chwili swojego debiutu miał zaledwie 20 lat (wpłynęło toteż na negatywny rozwój Jego dalszej kariery). Niestety słaby i awaryjny bolid nie pozwolił na osiągnięcie sukcesu, na 16 startów ukończył zaledwie cztery wyścigi (najlepszym wynikiem było ósme miejsce w GP San Marino), a jedyną satysfakcją dla niego mogła być lepsza postawa od partnera z zespołu Shinji Nakano. W swoim ostatnim wyścigu w Formule 1 - GP Japonii - miał dość poważną kolizję z Toranosuke Takagim w której uszkodził sobie jeden z kręgów szyjnych.
W kolejnym sezonie zespół Minardi planował kontynuować współpracę z Argentyńczykiem, jednak w styczniu 1999 ogłosił on że rezygnuje ze startów w Formule 1 nie podając powodów swojej decyzji (w mediach pojawiały się najróżniejsze spekulacje dotyczące powodów jego rezygnacji).

### Po Formule 1
W tej sytuacji Tuero powrócił do swojego kraju, gdzie rozpoczął starty w TC2000 (Argentyńskie wyścigi samochodów turystycznych). W 2002 roku pojawiły się pogłoski, że może wystartować w amerykańskim serialu CART, jednak nigdy do tego nie doszło. Obecnie Argentyńczyk kontynuuje starty w rodzimych wyścigach TC2000.

## Starty w Formule 1
| Sezon | Zespół | Konstruktor           | Zgł. | PKT | P. | P1 | P2 | P3 | Punkt. | PP | NO | NS | DK | NZ |
| --- | --- | --------------------- | ---- | --- | -- | -- | -- | -- | ------ | -- | -- | -- | -- | -- |
| 1998 | Minardi | Minardi M198-Ford V10 | 16   | 0   | -  | -  | -  | -  | -      | -  | -  | 12 | -  | -  |
| Razem | 1 | 1                     | 16   | 0   | -  | -  | -  | -  | -      | -  | -  | 12 | -  | -  |
| Sezon | Zespół | Konstruktor           | Zgł. | PKT | P. | P1 | P2 | P3 | Punkt. | PP | NO | NS | DK | NZ |
| \| Legenda \| Legenda \| \| ------------------------------------------ \| ------------------------------------------------------------------------------------------------------------------------------------------------------------------------------------------------------------------------------------------------------------------------------------------------------------------------------------------------------------------------------------------------------------------------------ \| \| Zgł. PKT P. P1 P2 P3 Punkt. PP NO NS DK NZ \| Liczba zgłoszeń do wyścigów Liczba zdobytych punktów Pozycja zajęta w klasyfikacji generalnej Liczba zwycięstw Liczba drugich miejsc Liczba trzecich miejsc Wyścigi, w których kierowca punktował Liczba zdobytych pole position Liczba zdobytych najszybszych okrążeń Wyścigi, w których kierowca był niesklasyfikowany Wyścigi, w których kierowca był zdyskwalifikowany Wyścigi, do których kierowca się nie zakwalifikował \| | |                       |      |     |    |    |    |    |        |    |    |    |    |    |
| Legenda | |                       |      |     |    |    |    |    |        |    |    |    |    |    |
| Zgł. PKT P. P1 P2 P3 Punkt. PP NO NS DK NZ | Liczba zgłoszeń do wyścigów Liczba zdobytych punktów Pozycja zajęta w klasyfikacji generalnej Liczba zwycięstw Liczba drugich miejsc Liczba trzecich miejsc Wyścigi, w których kierowca punktował Liczba zdobytych pole position Liczba zdobytych najszybszych okrążeń Wyścigi, w których kierowca był niesklasyfikowany Wyścigi, w których kierowca był zdyskwalifikowany Wyścigi, do których kierowca się nie zakwalifikował |                       |      |     |    |    |    |    |        |    |    |    |    |    |